# جین لاورتی
جین لاورتی (انگلیسی: Jean Laverty؛ ۳ آوریل ۱۹۰۴ – ۲۸ سپتامبر ۱۹۷۳) بازیگر اهل ایالات متحده آمریکا بود.
از فیلم‌هایی که وی در آن‌ها نقش داشته‌است، می‌توان به بهشت مجردها، جاذبه‌های شهر بزرگ، دایموند جیم و به دنبال مرد لاغر اشاره نمود.